# Калиновка (Кагарлыкский район)
Калиновка (укр. Калинівка) — село, входит в Кагарлыкский район Киевской области Украины.
Население по переписи 2001 года составляло 29 человек. Почтовый индекс — 09253. Телефонный код — 4573. Занимает площадь 0,331 км². Код КОАТУУ — 3222284004.

## Местный совет
09253, Київська обл., Кагарлицький р-н, с.Кадомка, вул.Олексієнка,1